# 教材園

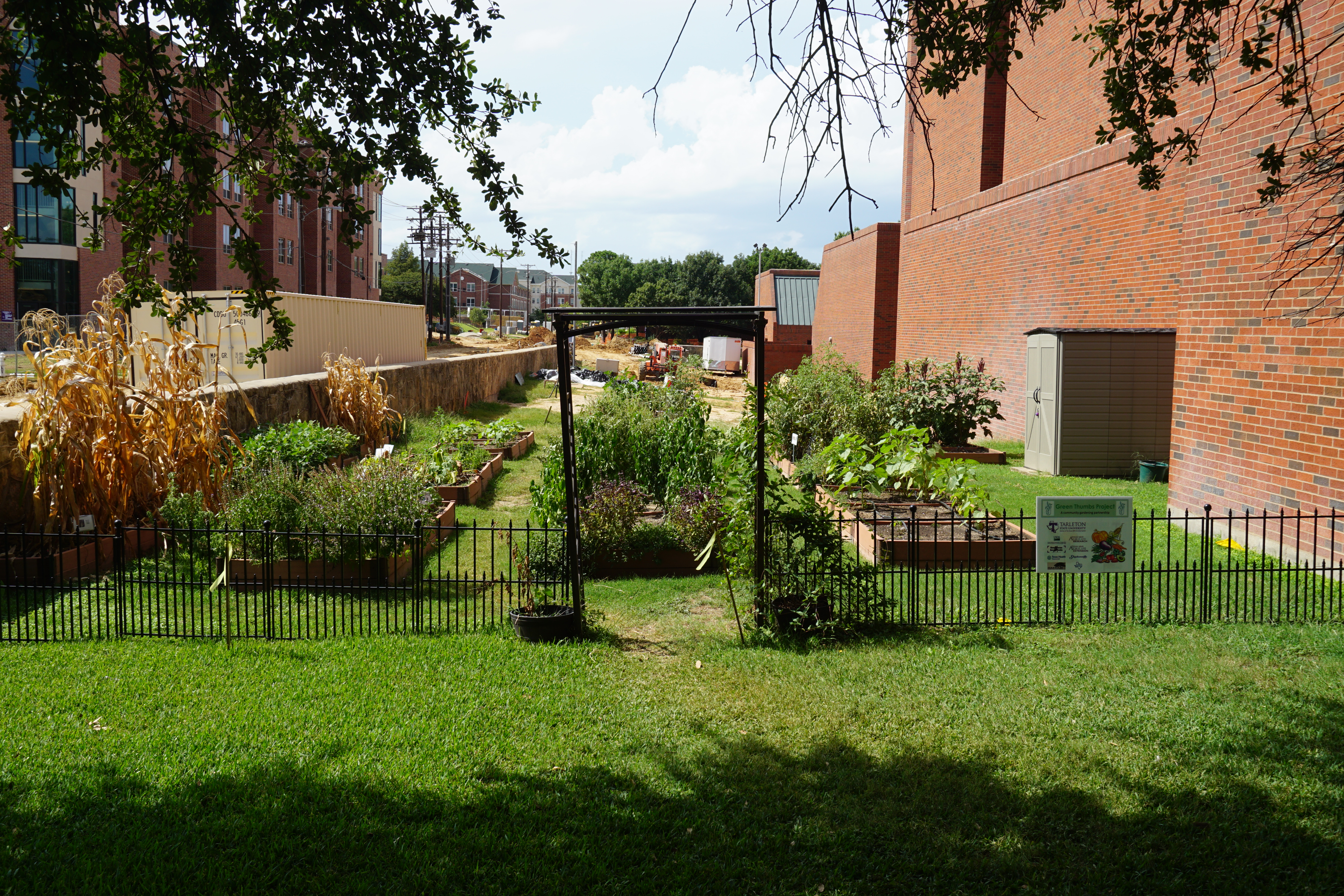
タールトン州立大学のサステナブル・ティーチング・ガーデン

教材園（きょうざいえん、英：スクール・ガーデン〈School_garden〉）とは、学校の児童/生徒らが花き園芸に従事するフラワーガーデンや野菜の栽培に従事する菜園（エディブル・スクールヤード）などのことである。
教材園は、通常の学校の活動仕事から発展したものである。子どもたちを戸外に連れ出し、教室内の学習から遠ざけようとする試みでもあるが、それは学校の仕事に活力と強度を与える健全なリアリズムともいえる。
類似に、農業大学・大学農学部・農業高等学校などが所有し農業実習で活用する農業実習園がある。

## 概要
教材園は、直接児童生徒が活動し学習目標を解決させるために作られている。この中には、観察実験園や自然学習観察園その他の呼び方があり、いずれも学習を実物教育により深めようとするねらいがある｡具体的には、野菜園・学級単位の園・水生植物園・室内園芸温室とフレーム、薬草および毒草園・果樹園などを含む植物教材園や、岩石園地形パノラマ・石割り場などを含む地学教材園や、観測露場、日時計観測点 (雲・太陽・星)などを含む天体教材や池、水族館、小鳥舎飼育舎などを含む動物教材その他がある。
植物教材園ならば、植物を教材として利用できるように植栽し、児童生徒が自ら手を下し、その学習を向上させることをねらいとしたものである。植栽に当っては、広範囲な植物を植えることを原則とする。したがって、校内の敷地の制約を考慮して、南北の斜面と共に、乾地や湿地を含めるのが望ましく、植栽区分地には一団地の中で亜寒温暖・亜熱帯の植生を比較したり、在来・帰化の植物を展示し、その用途・性質が明らかになるようにまとめる。
植物の選択に当っては、地域性を重んずること、子供の能力(思考能力・技術的能力・観察能力など)を無視しないこと、植物と生徒の親近を図るため特徴のあることなどを基準とする。比較しやすいように、種をもってまとまりを作り、アサガオの種類(ヒルガオ科)であれば、ヒルガオ、アサガオ、サツマイモ、ルコウソウなどをかためて植えるように工夫がなされる。そして全体の植栽の取扱いはなるべく自然の植生状態に近く保つことが望ましく、したがって配植には高木・中木・低木 下草を適切に取り合わせ、本来の地方的植生景観を表現させることができる。
またこの植物教材園は理科・体育・図工など多くの教科との有機的なつながりの上で経営されるべきものである。そのため、植物を説明するラベルが普通の植物園と同様に和名・学名・原産地・類似植物との比較や特徴を記載すると、一層学習効果を上げられる。
なお、園の経営は学校側の集中管理を建前とし、実質は生徒の自主的な造成・管理を重んずるのが望ましいため、特に学校造園のような場合、維持管理こそが教育であるといえる。
実習教材園には、作業園・生産園・演習林・耕作園・飼育園など、いろいろな形で実習園が見られる。この種の園の持つ意義は、児童生徒に Learn by doing (ためすことにより学ぶ)という場を与えることにある。さらに地域の実態をふまえ実習により収穫をあげるならば、生徒に生産者の努力と苦労を知らせることができる。
また、生徒の人格形成においては､たとえば栽培や加工を通じて､人は情操を豊かにし、勤労の尊さを知るだろう、ここで何よりも大切な目標は､園芸や飼育などを通じて､ 直ちに実践できる生きた知識を十分理解した上で、最も能率よくまた上手に作業できる技術と、あらかじめ立てた計画により､皆と協力しながら､ 責任と安全性を重んじる、創造的な態度を養うことである。
飼育教材園であれば、魚池、小島舎、昆虫類・爬虫類の飼育設備、ウサギ･ニワトリ小屋、その他ブタ、ヤギ、モルモットなど小動物を飼う施設などから成り立っている。例えばブタの飼育舎の場合、できるだけそこに動物運動場を併設し、飼育と習性の観察とが十分行えるようにし､ 生徒が親近感を深めるため飼料作り、給飼、除糞など飼育管理を行なうことができる。
耕作園ならば米麦、ジャガイモ、野菜など毎日人が食べているものを作り、収穫することにより、生徒は生産のしくみと作物の生育を実感として理解するであろう。また特に耕作園が生産実習を目的とする農園であっても、校内の環境美化の対象となり得る。毎日の灌水見回りといった栽培管理こそが生徒を生きいきさせ、最後の収穫を約束するのである。

## 園の施設と利用
教材園施設の構成
教材園は大自然を教育の場に取り入れたものである。ここで教材の多面的な利用をうながす施設を兼ね、図画の時間には風景を描写し、音楽には実物による詩情をイメージし、理科には科学的な観察を行う。この園内に入れば,生徒が学習する教材としての「生きもの」がおり、子供の作業(労作)を重んずるならば、栽培から収穫までを経験し「もの」を大切にする態度、ひいては人間の 「生命」を尊重する態度を養うことができよう。たとえば、自然観察園という教材は、自然と教育の場との接近をはかったものであり、校庭の周辺には一定の広さの自然地があることが望ましいとされる。
理想的な施設の構成を自然観察園(学習園)について述べると、教養施設を中心として、水景施設、園路施設、遊戯・運動施設、自然林、管理施設、休息施設などを備えている例が考えられる。すなわち教養施設は、樹木園、飼育園や飼料園、苗床や挿木床や温室、学年園〈学級園〉、花壇、見本園 (水生植物、岩石園、竹林標本など)を内容とする。ここで水景施設の中で子供達は池や水盤など静的な美しさと、噴水や壁泉など動的な美しさをそれぞれ感じるのである。園路施設は、たとえばアスファルト舗装、飛石、階段などで、あらゆる箇所へ歩いて行けるように工夫されねばならない。遊戯・運動施設は、年令発達に応じたレクリエーション的要求で､ たとえ全体を教材園としても、部分的に鉄棒、プレイロット、ブランコ、砂場、運動コートなどを置き、学習と共に利用できるこの施設が大自然に囲まれたものとなる。ここには自然林の存在が前提となるといえる。
また管理施設というのは入口、垣、照明灯、掲示板、層入れ、案内板、ラベル、ごみ焼却炉、給排水設備、散水設備、水呑場、便所、物置き、納屋、材料置場、肥料・飼料貯蔵所など、児童生徒が能率よく学習するに要するものであり、また教材園がその機能を十分発揮するために不可欠なものであり、これは便益施設を兼ねる。休息施設は、実物を学習する途中で心身共に休むことのできる場で、ある時はペンチ、野外卓、あずまや、藤棚であったり、ある時は集合場所であったりする。教材園 (例えば学習園など)といえば、すぐ教養施設だけを連想しがちであるが、しかしこれにはいろいろな施設が付いてくるのである。
園の利用
教材園は、児童・生徒による実物経験の積み重ねをもたらし、多面的な利用がなされる。児童の学習活動においてこそ、そこの教材を事な人から、実践の力を持つ生きた知識へ変容する。たとえば、海辺植物を知るとき、野外教育で実物の性質、環境からの作用、日常生活への必要性などが理解できる。この単元を先生と生徒の間で、提示→受容→発表→評価→提示という進行する相互作用の内に展開するとき、決して知識を羅列し、暗記と共に一方通行の授業に終ることはない。現地で授業を終えたなら「園内の海辺植物13種類の名をすべていえる」「一般にそれらの葉が厚い理由がわかる」など具体的な変化を生徒達に起こさせている。どのように生徒の受容を高めるかというと、スケッチを描いたり、写真を撮ったり、植物を実測したり、特徴を示す一覧表を作成したり、葉の厚さを手で触れたりする各種の活動により、受容から発表に深さや広がりが期待でき、夏は教材を活動にまで高めてこそ理論と実際が一致する。
さらに、それをなお多面的に他教科にまで活用することができる。音楽で 「大自然の感情を肌で知ろう」 という目標を設定したとき、クスノキの緑蔭樹の下でコーラス、楽器などの練習を行う一方、作詞・作曲の指導において、「チューリップ」「落葉」 その他教材園を見ながらイメージを出せることは前述のとおりである。同様に国語・算数・社会・家庭などの科目において、教材園は学習活動を助ける。効果は学習を何度も自己評価できること、放課後もクラブなどで活動的になること、自主的な学習活動が期待できること、動植物の生態までつかめること、生きた教材が豊富になることなどが上げられる。しかし、本園を活用した野外教育は、緊密な教育計画を要し、生徒の興味本位に流れるあまり教材本来の目標を外れたり、散漫な活動に終始してはならないことは勿論である。

## 歴史
古代、プラトン、ソクラテス、エピクロスは、哲学、詩、科学にインスピレーションを与える環境を作るために、学び舎の生徒たちと共に庭を作ったと言われており、またペルシャ王キュロス2世は、果樹栽培や園芸を教えるための教育園を整備したと言われている。
多才な人物として知られる建築家ヨーゼフ・フルトテンバッハ (de:Joseph Furttenbach) も、建築の書の中で公共・半公共建築の園芸的配置に大きな関心を寄せており、著書『建築学概論』（1635）と『マンハイマー芸術史』（1663）の中で学校建築に庭園を補うことを推奨している。彼の造った「シュール・パレード・ゲルトリン」は、様々な区画に分けられた生垣の庭で、「娯楽」「レクリエーション」「教育」を目的としており、彼の言葉では「それによって、子供たちに楽園に向かう良い思いを起こさせ、そこでキリスト教と他の良い、役に立つ、称賛に値する芸術を実践させる」とした。学校の中央にはドーム型の部屋があり、試験場として、討論会や子どもたちの作品展示が行われた。花壇では、子供たちがご褒美に花を摘むことが許されていたという。
ベルリンで、そしておそらくプロイセンでも、1750年頃にプロテスタントの神学者と教育者によって最初の学校教材園が作られた。ヨハン・ユリウス・ヘッカー (de:Johann Julius Hecker) は、新しいreformpädagogische（de:Reformpädagogik）の中でこの学校園を彼が設立した最初の実践的な「経済数学 (de:Realschule) 」に取り入れた。学校教育法と職業準備教育法を組み合わせた「改革教育法」のアプローチは、ヘッカーのコンセプトの中で重要な役割を果たした。敷地は、現在のレンネ・トライアングル (de:Lenné-Dreieck) と呼ばれる場所にあった。
1750年、経済新聞『ライプツィガー・ザムルンゲン』には「...農園に関する活発な指導のために特別な手配がなされた」「というのも、世襲制の借地権と引き換えに一区画の土地が取得され、レクリエーションの授業では、生垣を植える際に注意すべきこと、種まき、植え付け、接ぎ木、オキュレーションなどを実際に若者たち自身に見せており、特に養蚕のための桑の木の手入れや植え付けは、このような授業で行われています」と記されている。この頃、フリードリヒ2世は、増大する絹の需要をできるだけ輸入に頼らずに満たすことを目的に、絹栽培を推進した。
1768年にヘッカーが亡くなった後、植物学者のヨハン・ゴットリープ・グレディッチュは園の目録を作成する。それに記されたのが「そこにはいくつかの温室と糞床、小さな蘭園、松、糸杉、桂、マートル、グレンデ、アロエ、バナナ、アガベとコーヒーノキさえあった...」。
このようにヨーロッパでは、教材園の教育的価値は古くから認識されていた。1819年にはシュレスヴィヒ＝ホルシュタインで始められた。1869年にはオーストリアとスウェーデンで、1873年にはベルギーで、1880年にはフランスで法律で規定されるようになった。20世紀初頭、庭園を持つ学校はオーストリアに2万校、フランスに4万5千校、ロシアに8千校、スウェーデンに2千5百校存在した。後者ではかつて現在の2倍あったが、手習いが導入されて以来減少している。ベルギー、オランダ、イギリス領西インド諸島、セイロンのコモンスクールの子供たちには、事実上学校園芸が義務付けられていた。外国政府の多くは学校菜園に補助金を出し、賞品を提供し、普通学校卒業生に農業訓練を義務づけた。
教材園は、手先の訓練や産業教育という科目全体の重要な側面として提唱されてきた。庭の道具や器具を使い、土壌を整え、植物を丁寧に栽培することを子どもたちに教えるのは、手先の訓練の一段階である。屋外での肉体的な訓練と知的な精神的努力の組み合わせは、売屋での作業とまったく同じ効果があるのである。
アメリカ合衆国のコーネル大学、イリノイ大学、オハイオ大学、ルイジアナ大学などでは、小中学校での農業、田舎暮らし、科学的農業の問題を本格的に取り上げている。農業の専門家が学校農業や教材園の重要な局面を扱ったパンフレットを発行しており、特にジュエルの「農業教育」（Bulletin 368, U. S. Bureau of Education）が有名である。

## カリキュラムの役割
教材園は、学校の勉強と重要な関係がある。その第一は、自然学習である。子供たちに植物の生命に触れさせるのに、庭で花や野菜を育てることほど適した方法はない。少年少女は戸外に出て、土を整え、種を植え、植物の成長を観察し、季節を通じて栽培し、最後に果物の成長と成熟を観察する。この成長と変化のサイクル全体が、植物研究の最も基本的な事柄である。
第二に、庭は地理の勉強において非常に重要な位置を占めている。低学年の家庭科の地理では、子どもたちのクラスが庭を訪れ、栽培の過程や生産物の販売について勉強することが義務づけられている国もある。これらは、地理の基本的な授業となる。このようにして、園芸は農業、科学的農業、果物の栽培へとつながっていく。庭は当然、農業、トウモロコシやその他の穀物の栽培、牛の飼育、酪農、バター製造、果物の栽培（ベリー類、石果、リンゴ、梨など）を連想させる。科学的農業と果樹栽培は、種子の慎重な選択と賢明な栽培、肥料と土壌の保護、接ぎ木、剪定、果樹の手入れ、害虫の対処などの原則に基づいている。
園は美学との関係も重要で、花卉栽培、造園、植栽、果樹栽培は美的感覚に訴えるものである。校庭や庭園全体が、味と魅力の原則に基づいて植えられ、配置される必要がある。
園で最も重要なのは、家庭との関係であろう。少年少女は、学校の庭に興味を持つと、自然に自宅の裏庭や前庭の花壇や樹木にも庭を作りたくなる。これは、家庭の必要性と快適性にさまざまな形で応えてくれる。学校の庭に関心が集まることで、町中の庭や庭園が新しい姿になるかもしれない。美と実用が一体となり、家庭の食卓は野菜で満たされ、子供たち自身が育てた花で美しく飾られる。
庭づくりの計画を季節を通して実行することで、少年少女に教育的効果がもたらされるのは、優れた訓練の賜物のひとつである。植物の栽培には、絶え間ない注意、熟考、知性、自立、一種の独創性が必要であり、困難に遭遇しても克服しなければならない。虫がはびこれば駆除しなければならないし、鶏が庭をひっかきまわすと台無しになるので、保護のための柵が必要だ、乾燥した時期には水やりを計画しなければならないし、雑草はすぐに庭を占有する。このような困難に対処するために、子供は知性と思慮深さを身につけなければならない。少なくとも、少年を街で放し飼いにして、いろいろないたずらをするよりはずっとましである。
全国各地の先進的な普通学校の多くが園の問題に取り組んでいる。これは、単に子供たちのためではなく、教師のためのものである。若い教師たちは、この問題の全体像を学び、後に子供たちに庭仕事を指導できるようにするために、仕事に取り組んでいる。園が、将来の少年少女の教育において重要な位置を占めることは明らかである。
スクールガーデンは何年も前から存在していたが、カナダでは人気が高まっている。園は、科学、社会、数学、美術、国語などを通して、どの学年のカリキュラムとも関連付けることができ、また生徒が場所とのつながりを感じることができ、場所ベースの学習の素晴らしい例となるためである。 生徒に庭造りをさせることは体験学習であり、保護者や地域のパートナー、地域のお年寄りなどを巻き込み、学校全体やより大きなコミュニティを巻き込むことができる。 異なる年齢の人々が一緒になって食べ物を育て、持続可能な環境と地域社会の実現に向けて努力する、世代を超えた学習の機会が生まれるのである。
園を通して、生徒たちは土地を耕すことを学び、レタス、ジャガイモ、ケール、エンドウなどの食物を栽培する菜園を作る、生徒たちは、地元の食べ物や自分たちの環境で育つものについて学ぶ。食べ物との関係を築き、食べ物がどこから来るのか、それを育てるには何が必要なのか、生徒たちに考えさせることができるのである。生徒の栄養状態の向上にもつながり、健康的な食事についての授業も取り入れられる。このような実体験を伴う学習は、生徒や学校に非常に人気があることが証明されており、また教室の延長線上にあるので、生徒と自然界を結びつけ、地球の責任ある管理者を育てる手助けをするのである。園は最終的に、生徒、教師、地域社会、食物、自然、そして持続可能性とのつながりに貢献するのである。

## 日本の例
教材園の例として、神戸市立妙法寺小学校の自然教育学習園（通称：自教園）が知られる。この教材園は、約2ha余を占め、栽培飼育に充分な面積をとり、各種の区分や施設を作り、道標の番号順に進めば、園内が一巡でき、植栽植物は約 3,000種に及ぶ。また、神戸市立北須磨小学校では同様にたとえば4年生の校内観察コースの中に海辺植物が植えられ、観察をさせている。
この他日本では北広島市立西の里小学校、座間市立東原小学校、日本女子大学附属豊明小学校、などがある。